# Spielabbruch (Handball)
Ein Spielabbruch im Handball ist die Entscheidung des Schiedsrichters, ein Spiel abzubrechen und dieses nicht innerhalb der regulären Spielzeit zu Ende zu führen.

## Regelung
Die Entscheidung über einen Spielabbruch fällen die Schiedsrichter oder im Fall von nur einem Unparteiischen, der Schiedsrichter. In den Handballregeln wird dies durch Regel 17:12 wie folgt geregelt:

„Die Schiedsrichter haben das Recht, ein Spiel zu unterbrechen oder abzubrechen. Vor einer Entscheidung, das Spiel abzubrechen, müssen alle Möglichkeiten zur Fortsetzung des Spiels ausgeschöpft werden.“

Wann ein Handballspiel abzubrechen ist, liegt weitgehend im Ermessensspielraum der Schiedsrichter. Die Gründe hierfür können sehr vielfältiger Natur sein. Die Handballregeln geben als möglichen Abbruchgrund nur bezüglich der Anzahl der Spieler in Regel 4:1 einen Hinweis, der aber ebenso im Ermessensspielraum der Schiedsrichter liegt:

„Sinkt die Anzahl der Spieler einer Mannschaft auf der Spielfläche unter 5, kann weitergespielt werden. Es liegt im Ermessen des Schiedsrichters, ob und wann ein Spiel abzubrechen ist (17:12)“

Einige Handballverbände geben in ihrer Schiedsrichterordnung Richtlinien für Spielabbrüche. Der Landesverband Rheinhessen gibt beispielsweise Folgendes vor:

„Ein Spiel kann vom Schiedsrichter abgebrochen werden,

a) wenn plötzlich eintretende Witterungseinflüsse oder sonstige Umstände ein regelgerechtes Spiel nicht mehr zulassen,

b) wenn Ausschreitungen von Spielern oder Zuschauern die Weiterführung unmöglich machen,

c) bei Widersetzlichkeiten, schwerer Bedrohung oder Tätlichkeit gegen den Schiedsrichter,

d) wenn eine Mannschaft den Abbruch berechtigt verlangt,

e) wenn er den Abbruch aus zwingenden sportlichen Gründen für notwendig hält.

Eine Mannschaft kann den Spielabbruch verlangen, wenn ihre Spielerzahl unter die nach den Regeln erforderliche Mindestzahl gesunken ist.

Zum Abbruch eines Spiels ist der Schiedsrichter erst dann berechtigt, wenn alle Möglichkeiten zur Weiterführung erschöpft sind. Er soll insbesondere in den Fällen zu b) - d) den Mannschaften eine Bedenkzeit von 3 Minuten einräumen uns sich erst nach deren erfolglosem Ablauf zum endgültigen Spielabbruch entschließen.“

## Beispiele für Spielabbrüche
Beispiele für die Ursachen von Spielabbrüchen sind:
- Durch Zeitstrafen bedingt zu wenige Spieler einer Mannschaft auf der Spielfläche[4]
- Zu wenige Spieler einer Mannschaft wegen Disqualifikationen[5]
- Durch Verletzungen zu wenige spielfähige Spieler einer Mannschaft[6]
- Akute schwerwiegende Erkrankung eines Spielers während des Spiels[7]
- Schwere akute Verletzung eines Spielers während des Spiels[8]
- Angst eines Trainers um die Gesundheit seiner Spieler[9]
- Bedrohung des Schiedsrichters durch Betreuer[10]
- Ausfall der Beleuchtungsanlage[11][12]
- Undichtes Hallendach[13]
- Schwerwiegende gesundheitliche Probleme beim Trainer[14]
- Prügelei zwischen Spielern[15]
- Der Gastgeber macht von seinem Hausrecht Gebrauch und untersagt die Fortführung des Spiels[16]
- Der Trainer nimmt aus Protest seine Mannschaft vom Spielfeld

## Konsequenzen eines Spielabbruchs
Die Rechtsordnung des DHB gibt den Rahmen für die Konsequenzen eines Spielabbruches vor. Nach § 19 verliert die Mannschaft, die den Spielabbruch verschuldet hat. Die Kosten für einen Spielabbruch durch einen Verein oder eine Mannschaft regelt § 25.
Im Fall, dass Unsportlichkeiten der Grund des Spielabbruches waren, greift § 16:

„Bricht ein Schiedsrichter wegen Unsportlichkeiten ein Spiel ab, sind die Schuldigen ohne Rücksicht auf die sich aus der Spiel- oder Rechtsordnung ergebende Spielwertung zu bestrafen. Die Spielleitende Stelle beantragt eine Entscheidung bei der zuständigen Rechtsinstanz und unterrichtet davon die Beteiligten.“

In manchen Fällen können auch beide Mannschaften mit Punktabzug bestraft werden.